# Milan Pančevski
Milan Pančevski (Debar, 16 maggio 1935 – Skopje, 9 gennaio 2019) è stato un politico jugoslavo e macedone, ultimo presidente della Lega dei Comunisti di Jugoslavia dal 1989 al 1990, poco prima della sua dissoluzione.

## Biografia
Prima di divenire presidente della Lega dei Comunisti di Jugoslavia, Pančevski era stato presidente della sua filiale macedone la Lega dei Comunisti di Macedonia dal 1984 al 1986. Anche dopo la dissoluzione della Jugoslavia socialista continuò ad essere attivo in politica aderendo all'Unione Socialdemocratica di Macedonia.
Pančevski è morto a Skopje, capitale della Macedonia del Nord il 9 gennaio 2019.